# Туризм в Кабардино-Балкарии
Туризм в Кабардино-Балкарии — часть туризма в России на территории республики Кабардино-Балкария.
Государственное управление туризмом в республике осуществляет Министерство курортов и туризма Кабардино-Балкарской Республики.

## История развития туризма в Кабардино-Балкарии
Горный район Приэльбрусье в Кабардино-Балкарской Республике c 1950-х годов является популярным местом среди российских и зарубежных горнолыжников, а также альпинистов, которых интересует восхождение на вершину горы Эльбрус, считающейся самой высокой горной вершиной России и Европы.
22 сентября 1986 года в целях сохранения уникального природного комплекса Приэльбрусья и создания условий для развития организованного отдыха, туризма и альпинизма был образован национальный парк «Приэльбрусье». На территории национального парка расположены 23 рекреационных учреждения, где в сезон могут отдохнуть около 5 тысяч человек. Плановый туризм в основном осуществляется под эгидой Эльбрусского совета по туризму и экскурсиям. Экскурсии проводятся по 16-ти тематическим маршрутам. Основные объекты автобусных экскурсий — Поляна Нарзанов (а также — Долина нарзанов (пеший туризм)), горы Чегет и Эльбрус.
В 2009 году Кабардино-Балкарию посетило 173 тысячи туристов, из них более 50 тысяч человек посещали республику на однодневных экскурсиях из Кавказских Минеральных Вод.
2 декабря 2010 года в соответствии с постановлением правительства Российской Федерации от 14 октября 2010 г. № 833 «О создании туристического кластера в Северо-Кавказском федеральном округе, Краснодарском крае и Республике Адыгея» было создано АО «Курорты Северного Кавказа» для управления особыми экономическими зонами туристско-рекреационного типа в том числе и на территориях Черекского, Чегемского и Эльбрусского районов Кабардино-Балкарской Республики.
Согласно постановлению правительства Российской Федерации № 1195 от 29 декабря 2011 г. «Об особых экономических зонах в Северо-Кавказском федеральном округе», границы созданных ранее особой экономической зоны в Кабардино-Балкарии были расширены, в том числе и за счёт Зольского района Кабардино-Балкарской Республики.
В 2014 году под управлением АО «Курорты Северного Кавказа» была начата модернизация курорта «Эльбрус» и приведение горнолыжной инфраструктуры в соответствие с современными стандартами. Первоочерёдные меры, реализованные в рамках обустройства горнолыжных трасс к сезону 2014/2015 годов, включали выравнивание зон катания, демонтаж старых сооружений и конструкций, создание дренажных каналов на склонах, расширение действующих трасс и установку дополнительных заградительных элементов. Результатом данной работы стало резкое увеличение туристического потока в Приэльбрусье: в течение зимнего сезона 2014/2015 годов здесь было продано 140 тысяч ски-пассов — больше, чем за весь 2014 год. Итоги социологического опроса, проведённого АО «Курорты Северного Кавказа» в Приэльбрусье в феврале 2015 года, показали, что 94 % респондентов хотят вернуться на курорт в будущем сезоне.
В 2015 году АО «Курорты Северного Кавказа» инвестировало в дальнейшее обновление популярного курорта порядка одного млрд рублей. Средства были направлены на строительство третьей очереди канатной дороги «Станция Мир» — «Станция Гара-Баши» до отметки 3 847 метров, прокладку и обустройство трасс. Канатная дорога на Эльбрусе стала самой высокогорной, не имеющей аналогов в России и в Европе; подъёмник также обеспечивает свободный доступ к самой высокой в Европе зоне катания. В 2016 году третья очередь канатной дороги от «Станции Мир» до «Станции Гара-Баши» была включена в «Книгу рекордов России» как «Самая высокая канатная дорога в России».
Постановлениям Правительства Российской Федерации № 980 от 29 сентября 2016 года была уменьшена территория особой экономической зоны в Кабардино-Балкарской Республике за счёт исключения из состава особой экономической зоны Черекского и Чегемского районов республики.
По состоянию на октябрь 2016 года проект туристического кластера под управлением АО «Курорты Северного Кавказа» включает в себя шесть всесезонных туристско-рекреационных комплексов в число которых входит «Эльбрус», расположенный на территории Зольского и Эльбрусского районов Кабардино-Балкарской Республики. Проект комплексного развития ВТРК «Эльбрус» в дальнейшем предусматривает благоустройство поляны Азау для обеспечения комфортного и безопасного пребывания туристов в зоне выката. Запланировано строительство дополнительных мест размещения и технических помещений, выделение пространства под парковку автотранспорта туристов, создание зоны обслуживания отдыхающих, а также условий для развития пунктов питания, проката и первой помощи.
В начале 2017 года, который был объявлен годом экологии в России, с целью международной популяризации горного туризма и активного образа жизни, посредством пропаганды культурного и этнографического наследия Приэльбрусья впервые за все время существования национального парка, было принято решение выбрать «лицо» национального парка «Приэльбрусье», которым стала, заслуженная артистка РСО-Алания и заслуженная артистка Государство Алания — Дина Бекоева.
- Почтовая марка СССР, 1966 год: туристский комплекс «Иткол»
- Гора Эльбрус
- Вид на Долину нарзанов
- Подъёмник на гору Чегет

## Виды туризма в Кабардино-Балкарии

### Горный и горнолыжный туризм
Приэльбрусье — бальнеоклиматическая курортная местность, туристическое название части большого Кавказа, расположенной в Баксанском ущелье на территории Эльбрусского и Зольского районов Кабардино-Балкарской Республики, ближайшие окрестности у подножия высочайшей горы Европы — Эльбруса, и горы Чегет (Азау-Гитче-Чегет-Карабаши), а также район, расположенный в верховьях реки Баксан (бассейн Терека) на высотах 1850—2340 м, в 144 км от Нальчика. Приэльбрусье — популярный центр альпинизма, горнолыжного спорта и туризма.
Курортная местность Приэльбрусья популярна у горнолыжников. Он входит в тройку крупнейших горнолыжных районов России. В Приэльбрусье 12 км канатных дорог и 35 км горнолыжных трасс, два основных склона — гора Чегет и гора Эльбрус. Трассы курорта обслуживают 9 подъёмников. На горе Чегет сооружены канатно-кресельные дороги до высот 2719 и 3040 м; на Эльбрусе — канатно-маятниковые дороги до высот 2970 и 3450 и 3850 м. В Приэльбрусье действуют несколько горнолыжных школ, в которых организовано обучающее катание на горных лыжах с инструктором. Климат на курорте позволяет сформироваться естественному снежному покрову в ноябре. Горнолыжный сезон длится до апреля. В верхней зоне Эльбруса можно кататься и в мае. Снежный покров на вершинах лежит круглый год.
Приэльбрусье — один из крупных центров горного туризма. Здесь функционируют, по меньшей мере, 6 туристических баз — в районе посёлков Эльбрус, Тегенекли, Терскол. Чтобы подняться на северные склоны Эльбруса, необходимо иметь альпинистскую подготовку. С юга по Баксанскому ущелью приблизиться к снежному великану можно экскурсанту (туристу) любого возраста и уровня подготовки.
Горный туризм Кабардино-Балкарии представлен обширной горной местностью, с перепадом высот от 150 м.н.у.м. до самой высокой точкой 5642 м.н.у.м. 
Типы и виды туризма республики обширны и затрагивают практически все направления как: альпинизм, скалолазание, походы, трекинг, экскурсии, гастрономический, оздоровительный-лечебный, исторический, развлекательный, приключенческий, спортивный, архитектурный, джипинг и прочие направления.
Все основные туристические направления сконцентрированы в шести ущельях, это: Малкинское ущелье, Баксанское ущелье, Чегемское ущелье, Хуламо-Безенгийское ущелье, Черекское ущелье, Хазнидонское ущелье. Каждое из ущелий имеет множество как и больших, так и малых отрогов и представлено на туристических картах Кабардино-Балкарской Республики, в том числе на онлайн туристической карте КБР с направлениями и туристическими маршрутами.
В каждом направлении в Кабардино-Балкарии имеются различные природные локации как озера, водопады, горные вершины, перевалы, ледники, пещеры и гроты, памятники природы, целебные и нарзановые источники.
Описание некоторых основных мест и достопримечательностей для посещения в Кабардино-Балкарии.

### Лечебно-оздоровительный туризм
Зольский район Кабардино-Балкарии входит в крупнейший курортный регион Российской Федерации Кавказские Минеральные Воды и составляет 9 % от его территории. Кавказские Минеральные Воды имеют статус особо охраняемого эколого-курортного региона Российской Федерации и являются вторым по значимости курортным районом Кавказско-Причерноморского региона после Черноморского побережья России. В состав курортного региона входят озеро Тамбукан и Долина нарзанов.
В состав сельского поселения Этоко входят южная и восточная часть минерального озера Тамбукан
, откуда добывается рапа и лечебная сульфидная иловая грязь. Озеро входит в число наиболее посещаемых объектов Кавказских Минеральных вод. Вода озера представляет собой рапу сульфатно-хлоридного натриево-магниевого состава (минерализация 50-60 г/л). Общие эксплуатационные запасы чёрной и тёмно-серой грязей составляют 1600 тыс. м³ (запасы иловой грязи {содержит 0,4 % сероводорода} в озере оцениваются в 2,3 млн т). Грязь используется санаторно-курортных учреждениях Долинска (Нальчик), а также в курортных и лечебно-оздоровительные учреждениях других регионов России.
Долина нарзанов — бальнеоклиматическая курортная местность в 87 километрах к северо-западу от Нальчика в предгорьях северного склона Скалистого хребта Большого Кавказа, в долине реки Хасаут, на высоте 1300 метров над уровнем моря. В этой местности на протяжении 1 километра выходят 20 мощных минеральных источников типа нарзан. Вода источников относится к углекислой гидрокарбонатно-хлоридной натриево-кальциевой с минерализацией 3,3 г/л и содержанием углекислоты до 2,2 г/л (темп. 10,5 °C; сильно газируют углекислотой — «холодный кипяток»). В Долине нарзанов до 2007 года действовала туристическая база «Долина Нарзанов» на 350 мест. С 2007 года остались летние домики на 2-х человек, в которых ночуют самостоятельные туристы.
В урочище Джилы-Су находится большое количество термальных нарзанных источников, температура которых держится около +22,5 °C круглый год.

### Этнокультурный туризм
В 2010 году заместитель министра спорта и туризма КБР Юсуп Улаков высказал мнение, что развитие этнографического туризма в виде отдельного направления неэффективно, а имеет смысл как дополнение к основным видам отдыха в республике: горным лыжам, альпинизму и лечению в санаториях.
В 2010 году в Приэльбрусье действовала единственная специализированная этнографическая площадка, созданная владельцем одной из гостиниц и представлявшая собой строение в традиционном стиле, где для туристов устраивалось костюмированное шоу и дегустация национальной кухни народов Кабардино-Балкарии.
Подготовлен проект создания в пригородной зоне Нальчика международного культурного центра народов Северного Кавказа «Земля Нартов», который будет включать в себя этнографический посёлок, деревню мастеров и рестораны с национальной кавказской кухней. Проект был одобрен Министерством спорта, туризма и курортов Кабардино-Балкарской Республики, внесён Правительством Кабардино-Балкарской Республики в реестр объектов, намеченных для перспективного строительства.
В 2010 году в республике был проведен первый международный фестиваль этнического искусства «Алтын Майдан».

### Экологический туризм
Экологический туризм в республике Кабардин-Балкария не носит организованного характера. Для туристов, интересующихся природой региона наибольший интерес представляют Баксанское ущелье и национальный парк «Приэльбрусье», горы Эльбрус и Чегет, родник-водопад «Девичья коса», Черекское ущелье и Голубые озёра (верхнее и нижнее) карстового происхождения, Чегемское ущелье и стена водопадов Су-Аузу («водяное горло»), Малкинское ущелье и водопад «Гедмыш» родникового типа, урочище Джылы-Су в котором находятся 14 минеральных источников.

## Туристические маршруты
Через курортно-рекреационный район Кабардино-Балкарии проходят многочисленные туристские маршруты:
- № 49 «Северный Кавказ — Черноморское побережье», круглогодичный, — Нальчик — Кисловодск — Кудепста
- № 52 «Кисловодск — Нальчик», круглогодичный
- № 85 «Предгорья Кавказа», летний, — Нальчик — Долина Нарзанов — Пятигорск
- № 280 «Предгорья Кавказа» (встречный м. № 85)
- № 310 «По курортам Северного Кавказа», летний, — Теберда — Пятигорск — Нальчик
- № 311 «По курортам Северного Кавказа» (встречный м. № 310)
- № 324 «К подножию Эльбруса», летний, — Пятигорск — турбаза «Азау» (Приэльбрусье) — Нальчик
- Трекинговые маршруты Малкинского ущелья [24]
- Трекинговые маршруты Баксанского ущелья[24]
- Трекинговые маршруты Чегемского ущелья[24]
- Трекинговые маршруты Хуламо-Безенгийского ущелья[24]
- Трекинговые маршруты Черекского ущелья[24]
- Трекинговые маршруты Хазнидонского ущелья[24]

- Голубые озёра. Вид на Нижнее Голубое озеро
- Чегемские водопады
- Башня Амирхана
- Туристы в Национальном парке «Приэльбрусье»